# Antiturkismus

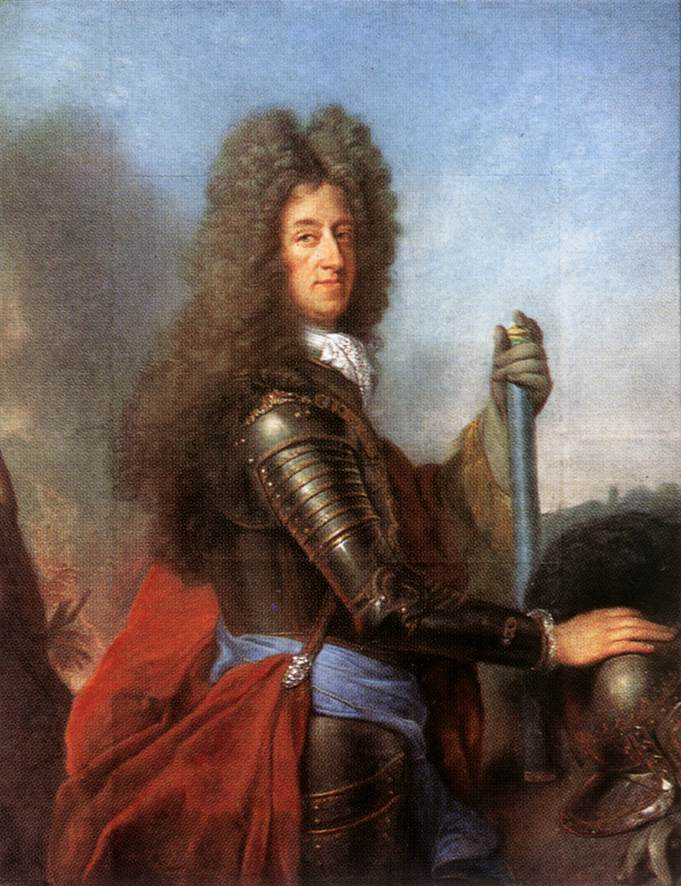
Maxmilián II. Emanuel je považován za významného turkobijce neboli bojovníka proti tehdejší Osmanské říši

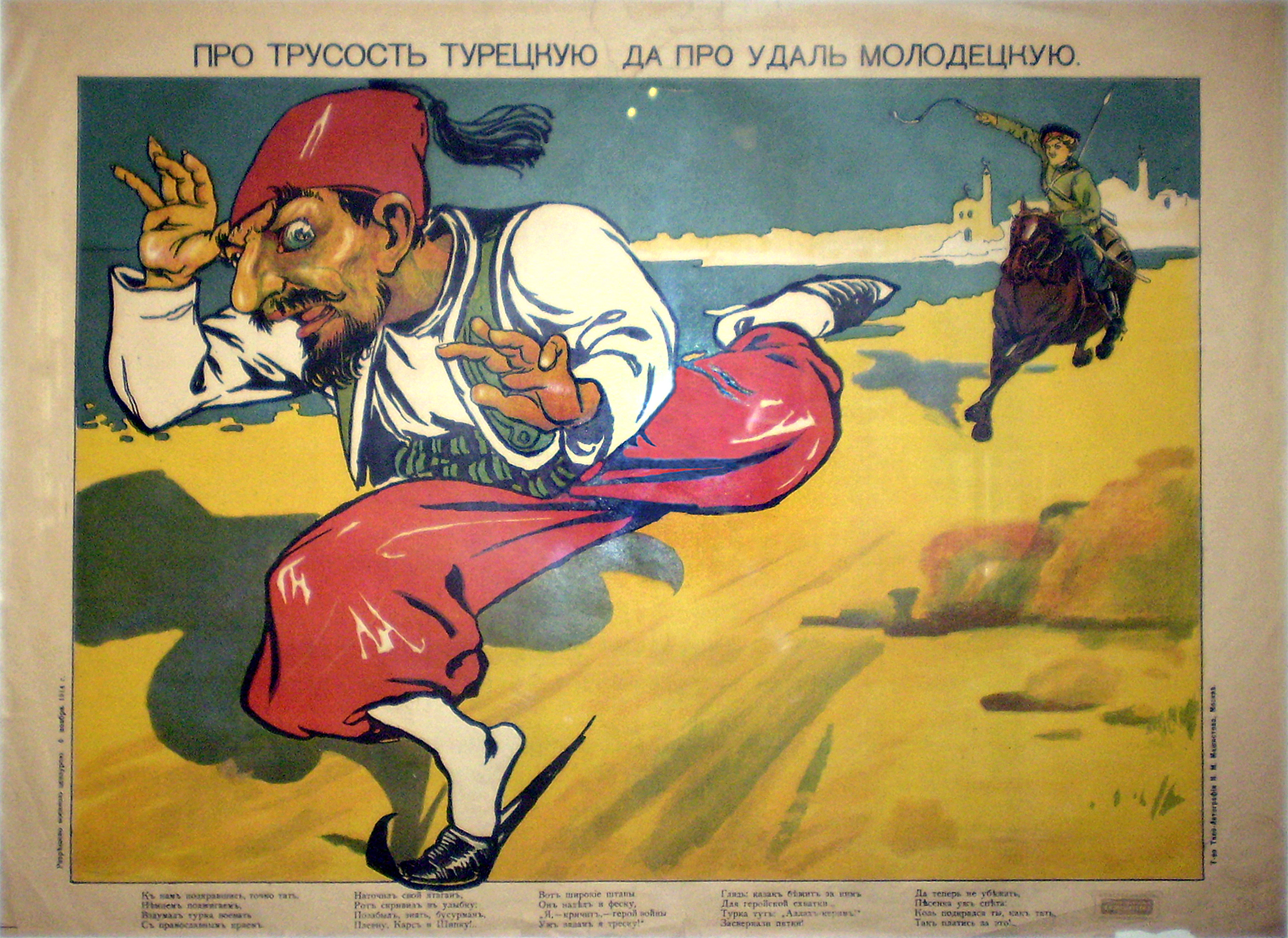
Ruský protiturecký plakát z první světové války

vlajka Turecka

Antiturkismus (turecky Türk Düşmanlığı), nebo také turkofobie (srbochorvatsky Turkofobija, Туркофобиjа) vyjadřuje negativní vztah určitých jednotlivců, či skupin obyvatel k Turkům, Turecku, či dříve a velmi rozšířeně – k Osmanské říši. V některých krajích může antiturkismus být zaměřen nejen vůči Turkům, ale i k národům střední Asie, které jsou s tím tureckým z velké části příbuzní.

## Historický antiturkismus
Od 15. století začala Osmanská říše obsazovat své sousední země, což vedlo k přirozenému odporu mnohých obyvatel. Vzhledem k rychlosti, jakou se tehdy impérium rozšiřovalo začaly obavy z Turků růst přirozeně i ve vzdálenějších krajích, například i v Rakousku, či Rusku. Obě země (spolu s mnohými dalšími) s Turky vedli dlouhodobé války. Tehdejší propaganda vykreslovala Turky jako největšího antikrista a nepřítele křesťanství; vzhledem k rozdílností náboženství v Osmanské říši a u jejích severních sousedů šel antiturkismus totiž ruku v ruce s islámofobií.
V Bosně a Hercegovině byli Bosňáci, tedy převážně muslimové, etnicky ovšem Slované, často napadáni ze strany radikálních srbských kruhů jako Turci (kteří před několika sty lety Srbsko okupovali).

## Antiturkismus u Řeků
Velmi silný byl a dosud do velké míry zůstává antiturkismus u Řeků, kteří ve válce na počátku 20. let 20. století bojovali; navíc Řecko bylo stejně jako další ostatní země (Bulharsko, Srbsko) pod Osmanskou nadvládou celá staletí. Jednou z ukázek velmi emotivního vztahu mezi oběma národy může posloužit například aféra z roku 2007, kdy na server YouTube zablokoval přístup turecký soud, protože tam řecký uživatel nahrál video, parodizující zakladatele státu Mustafy Kemala Atatürka a po krátké době těchto videí začalo rychle přibývat. Dalším místem ostrých sporů a rostoucí nenávisti je přirozeně i rozdělený ostrov Kypr.

## Současný antiturkismus
Kromě situace v Řecku a na Kypru bývá často kritizováno potenciální členství Turecka v EU.
V Německu je pak velkým těžištěm antiturkismu velká turecká menšina, žijící hlavně v západních částech země.